# General Castellanos Domínguez
General Castellanos Domínguez är en ort i Mexiko.   Den ligger i kommunen Sabanilla och delstaten Chiapas, i den sydöstra delen av landet, 700 km öster om huvudstaden Mexico City. General Castellanos Domínguez ligger 661 meter över havet och antalet invånare är 116.
Terrängen runt General Castellanos Domínguez är bergig västerut, men österut är den kuperad. Runt General Castellanos Domínguez är det ganska tätbefolkat, med 111 invånare per kvadratkilometer. Närmaste större samhälle är Simojovel de Allende, 13,4 km sydväst om General Castellanos Domínguez. I omgivningarna runt General Castellanos Domínguez växer i huvudsak städsegrön lövskog.